# Серовская епархия
Серовская епа́рхия — епархия Русской православной церкви, объединяющая приходы и монастыри в северной части Свердловской области (в границах городских округов Верхотурского, Волчанского, Гаринского, Серовского, Сосьвинского, Североуральского, Ивдельского, Краснотурьинск, Карпинск, Нижнетуринского, Новолялинского, Пелым).
По состоянию на 2018 год в епархии действует 54 прихода и 20 церковно-приходских школ, ведут работу 56 клириков (священников — 39; диаконов — 5; игуменов — 1; иеромонахов — 5; иеродиаконов — 4).

## История
Епархия образована 7 марта 2018 года решением Священного Синода путём выделения из состава Нижнетагильской епархии со включением в состав Екатеринбургской митрополии. У правящего архиерея Серовской епархии титул «Серовский и Краснотурьинский».

## Епископы
- 1 апреля 2018 — 25 августа 2020 — Алексий (Орлов)
- 25 августа 2020 — 8 декабря 2020 — Кирилл (Наконечный)
- 8 декабря 2020 — 15 апреля 2021 — Алексий (Орлов)
- 15 апреля 2021 ― 30 мая 2024 — Феодосий (Чащин)
- с 30 мая 2024 — Феогност (Дмитриев)

## Благочиния
Епархия разделена на 5 церковных округов:
- Богословское благочиние
- Городское благочиние
- Надеждинское благочиние
- Петропавловское благочиние
- Южное благочиние

## Монастыри
- Косьминская пустынь в селе Костылево (мужской, настоятель — игумен Пётр (Мажетов))
- Пантелеимонов монастырь в Краснотурьинске (женский, и. о. настоятельницы — монахиня Афанасия (Кислова))